# Sovinec
Sovinec (deutsch Eulenberg) ist ein Ortsteil der Gemeinde Jiříkov (Girsig) im Okres Bruntál in Tschechien. Es gehört zum Moravskoslezský kraj und liegt 13 Kilometer südlich von Rýmařov.

## Geographie

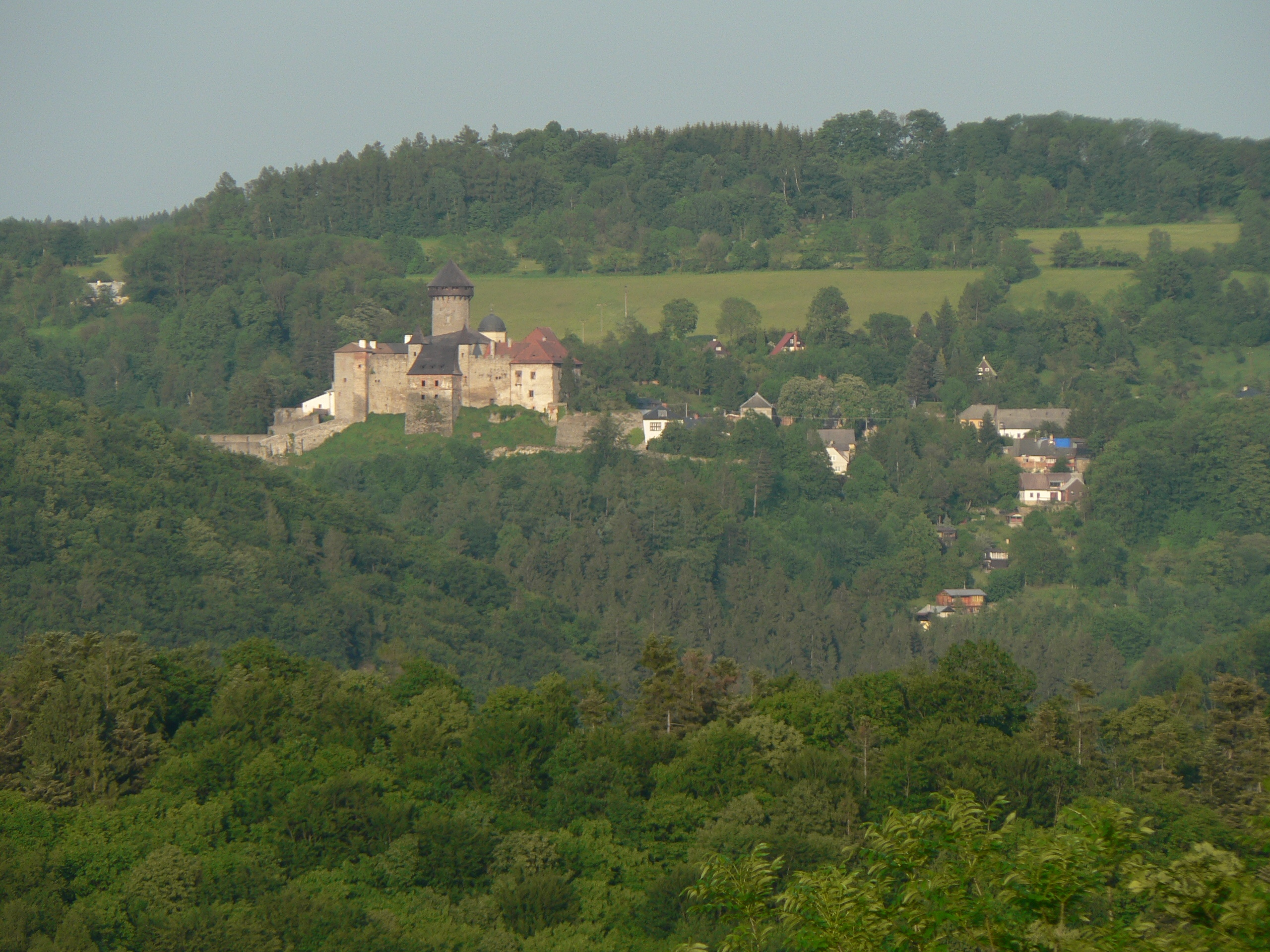
Sovinec mit der gleichnamigen Burg

Sovinec liegt im nördlichen Mähren im Niederen Gesenke. Nachbarorte sind Těchanov (Zechan) im Norden, Jiříkov (Girsig) im Nordosten, Křížov (Kreuz) und Huzová im Osten, Karlov im Süden und Dlouhá Loučka (Langendorf) im Südwesten.

## Geschichte
Sovinec entwickelte sich unterhalb der gleichnamigen Burg Sovinec, die um 1320 von den Brüdern Wok und Paul errichtet wurde. Sie entstammten dem mährischen Adelsgeschlecht der Hrut und siedelten wie ihre Vorfahren zunächst auf der Feste in Huzová, die ein Lehen der Olmützer Bischöfe war. Erst nachdem die Brüder ihren Sitz auf die neu errichtete Eulenburg (Hrad Sovinec) verlegten, nannten sie sich „de Aulnburk“ und später mit der davon abgeleiteten tschechischen Übersetzung von Sovinec (ze Sovince). Während die Burg erstmals 1353 in dem entsprechenden Eintrag in die Olmützer Landtafel urkundlich erwähnt und in der tschechischen Schreibweise als „Sovinecz“ bezeichnet wurde, ist die Ortschaft „Sovinec“ erstmals 1480 belegt. Da sie in diesem Jahr bereits als ein Städtchen bezeichnet wurde und Sitz der gleichnamigen Herrschaft war, muss sie deutlich älter sein. Da die Herrschaft Eulenberg ein Stützpunkt der Hussiten war, wurde sie während des böhmisch-ungarischen Kriegs 1474 von den ungarischen Truppen verwüstet.
1592 bestand die Herrschaft Eulenberg aus der Eulenburg, den Städtchen Eulenberg/Sovinec, Frýdlant und Brunzejf sowie 17 Dörfern. 1535 überschrieb Ješek Pňovský von Sovinec das Städtchen Eulenberg/Sovinec und die Eulenburg sowie sieben Dörfer seiner Ehefrau Anna von Würben auf Freudenthal (Anna Bruntálska z Vrbna) als Heiratsgut. Wegen Überschuldung verkaufte er vor 1545 die Burg und die teilweise wüste Herrschaft dem Christoph von Boskowitz, der die Reformation einführte. 1578 wurde die Herrschaft Sovinec vom Bergbauunternehmer Lorenz Eder von Sstiawnicz (Vavřinec Eder z Štiavnic) erworben, dem Pfandherrn der benachbarten Herrschaft Rabenstein. Ihm folgte sein Schwiegersohn Jan d. Ä. Kobylka von Kobylí, der wegen seiner Beteiligung am Ständeaufstand nach der Schlacht am Weißen Berg seine Güter an Karl von Liechtenstein verkaufen musste. Dieser übergab Burg und Herrschaft Eulenberg bereits 1623 an den Deutschen Orden. Er erbaute 1844/45 in Eulenberg/Sovinec die Filialkirche St. Augustinus, die zu den hervorragenden Bauten des Empire in Mähren gehört.
Der Markt Eulenberg gehörte von 1938 bis 1945 zum deutschen Landkreis Römerstadt. 1943 wurde der Deutsche Orden von den Nationalsozialisten enteignet und auf der Burg ein Gefangenenlager für französische Offiziere eingerichtet. Durch die Vertreibung der deutschen Bevölkerung 1945/46 ging die Einwohnerzahl deutlich zurück. 1950 wurden nur noch 115 Einwohner gezählt, während es 1930 276 waren. Nach einem weiteren Rückgang waren es 2001 nur noch 30 Einwohner. Nach der Aufhebung des Okres Rýmařov wurde die Gemeinde 1960 dem Okres Bruntál zugeordnet. 1961 wurde Křížov eingemeindet. Am 1. Juli 1979 erfolgte die Eingemeindung nach Jiříkov.

## Sehenswürdigkeiten
- Burg Sovinec (Eulenburg)

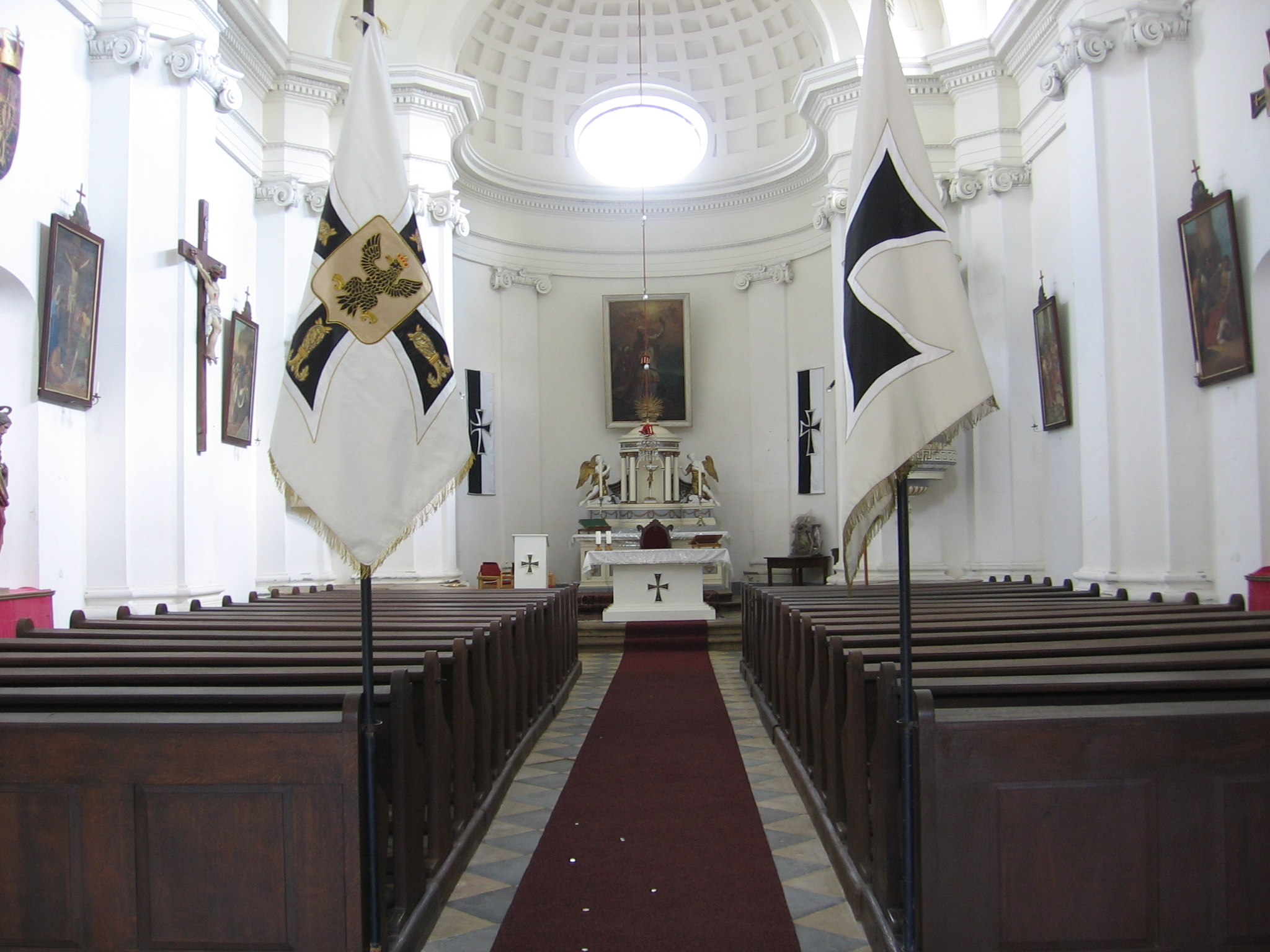
Innenraum der Kirche St. Augustinus

- Filialkirche St. Augustinus, erbaut 1844/45